# Сасо Пизано (Пиза)
Сасо Пизано је насеље у Италији у округу Пиза, региону Тоскана.
Према процени из 2011. у насељу је живело 203 становника. Насеље се налази на надморској висини од 488 м.